# Тимофеєвське (Калузька область)
Тимофеєвське (рос. Тимофеевское) — присілок в Мосальському районі Калузької області Російської Федерації.
Населення становить 6 осіб. Входить до складу муніципального утворення Присілок Вороніно.

## Історія
Від 2004 року входить до складу муніципального утворення Присілок Вороніно.

## Населення
| 2002 | 2010 |
| ---- | ---- |
| 14   | ↘6   |